# Barbolla
Barbolla er en by og kommune i det centrale Spanien i provinsen Segovia. Den har et indbyggertal på 150 (2024) indbyggere.